# 多纹红绵鳚
多纹红绵鳚，為輻鰭魚綱鱸形目绵鳚亞目绵鳚科的其中一種，分布於西北太平洋區的千島群島北部海域，屬底棲性魚類，棲息深度480-600公尺，體長可達27.9公分。